# Juciely Silva
Juciely Cristina Silva Barreto est une joueuse brésilienne de volley-ball née le 18 décembre 1980 à João Monlevade. Elle mesure 1,84 m et joue au poste de centrale. Elle totalise 32 sélections en équipe du Brésil.

## Clubs
| Club                       | De        | À         |
| -------------------------- | --------- | --------- |
| Usipa/Ipatinga             | 1999-2000 | 1999-2000 |
| Macaé Sports               | 2000-2001 | 2000-2001 |
| Minas Tênis Clube          | 2001-2002 | 2002-2003 |
| Grêmio de Vôlei Osasco     | 2003-2004 | 2003-2004 |
| AD Brusque                 | 2004-2005 | 2006-2007 |
| Minas Tênis Clube          | 2007-2008 | 2007-2008 |
| AD Brusque                 | 2008-2009 | 2008-2009 |
| São Caetano                | 2009-2010 | 2009-2010 |
| Rio de Janeiro Volêi Clube | 2010-2011 | …         |

## Palmarès

### Équipe nationale
- Grand Prix Mondial
  - Vainqueur : 2013, 2016.
  - Finaliste : 2011, 2012.
- Championnat d'Amérique du Sud
  - Vainqueur : 2013, 2015.
- Coupe panaméricaine
  - Vainqueur : 2011.
- Jeux Panaméricains
  - Vainqueur : 2011.

### Clubs
- Championnat du monde des clubs
  - Finaliste : 2013, 2017.
- Championnat sud-américain des clubs
  - Vainqueur : 2013, 2015, 2016, 2017.
  - Finaliste : 2018.
- Championnat du Brésil
  - Vainqueur : 2002, 2011, 2013, 2014, 2015, 2016, 2017.
  - Finaliste : 2003, 2018.
- Coupe du Brésil
  - Vainqueur : 2016, 2017, 2020.
- Supercoupe du Brésil
  - Vainqueur : 2015, 2016, 2017.

### Distinctions individuelles
- Grand Prix mondial de volley-ball 2015: Meilleure centrale[1].
- Championnat d'Amérique du Sud de volley-ball féminin 2015: Meilleure centrale[2].
- Championnat sud-américain des clubs de volley-ball féminin 2018: Meilleure centrale[3].